# Т̌

Т̌, т̌(테 워시 케러)은 키릴 문자의 일종이다. 슈그니어 및 와키어에서는 'thing'의 th와 같이 /θ/ 소리에 사용된다. 이는 또한 20세기 초에 출판된 세 가지 추바시어 알파벳에서 /tʲ/를 나타내는 데 사용되었다.

## 같이 보기
- Ҫ
- Д̌